# Kagurabachi
Kagurabachi (jap. カグラバチ) – manga autorstwa Takeru Hokazono, publikowana na łamach magazynu „Shūkan Shōnen Jump” wydawnictwa Shūeisha od września 2023. Zapowiedziano powstanie adaptacji anime.

## Fabuła
Chihiro jest synem Kunishige Rokuhiry, słynnego kowala, który wykuł sześć zaklętych mieczy, kluczowych w zakończeniu Wojny Seitei. Po latach życia w ukryciu, rodzina Rokuhirów zostaje jednak odnaleziona i zaatakowana przez przestępczą grupę czarowników zwaną Hishaku. Hishaku mordują Kunishige i kradną ostrza. Uzbrojony w siódmy miecz o nazwie Enten, Chihiro wyrusza na krwawą drogę zemsty i sprawiedliwości, by zniszczyć Hishaku i odzyskać skradzione ostrza.

## Manga
Pierwszy rozdział mangi został opublikowany 19 września 2023 w magazynie „Shūkan Shōnen Jump”. Następnie wydawnictwo Shūeisha rozpoczęło zbieranie rozdziałów do wydań w formie tankōbonów, których pierwszy tom ukazał się 2 lutego 2024.
W Polsce prawa do dystrybucji mangi nabyło wydawnictwo Studio JG.
| Nr | Język japoński      | Język japoński         | Język polski | Język polski |
| Nr | Data wydania        | ISBN                   | Data wydania | ISBN         |
| -- | ------------------- | ---------------------- | ------------ | ------------ |
| 1  | 2 lutego 2024       | ISBN 978-4-08-883819-9 | maj 2025     |              |
| 2  | 2 maja 2024         | ISBN 978-4-08-883880-9 | —            |              |
| 3  | 4 lipca 2024        | ISBN 978-4-08-884116-8 | —            |              |
| 4  | 4 października 2024 | ISBN 978-4-08-884209-7 | —            |              |
| 5  | 4 grudnia 2024      | ISBN 978-4-08-884348-3 | —            |              |
| 6  | 4 marca 2025        | ISBN 978-4-08-884399-5 | —            |              |
| 7  | 2 maja 2025         | ISBN 978-4-08-884413-8 | —            |              |

## Anime
2 grudnia 2024 redakcja Toyo Keizai Online poinformowała, że Kagurabachi otrzyma adaptację anime, którą zrealizuje studio CygamesPictures.

## Odbiór
W 2024 roku seria zdobyła 10. nagrodę Next Manga Award w kategorii najlepsza manga drukowana. W tym samym roku była także nominowana do 70. nagrody Shōgakukan Manga.